# Georg Fischer (Unternehmer, 1834)

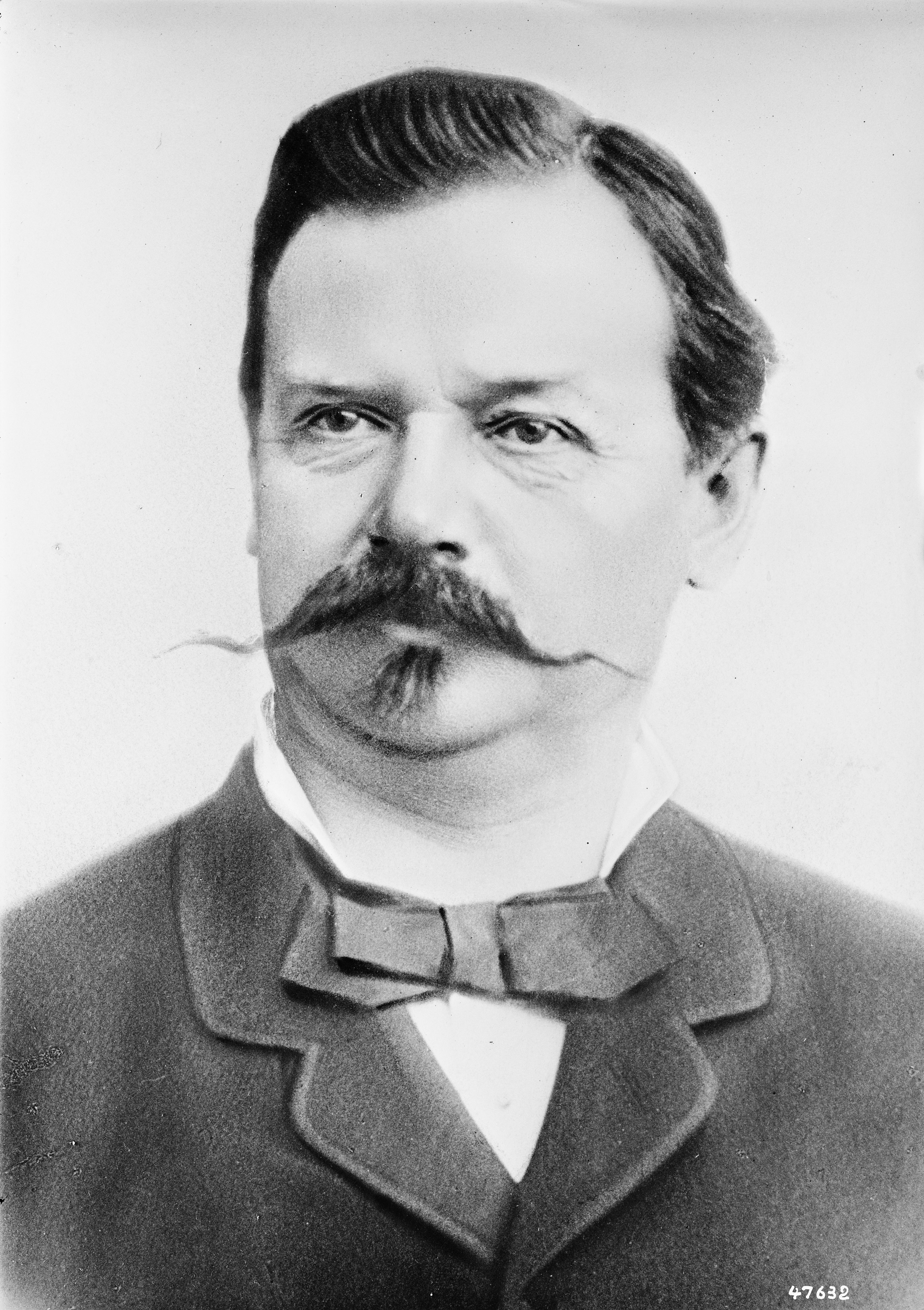
Georg Fischer II, um 1870

Georg Fischer II (* 15. Dezember 1834 in Hainfeld (Niederösterreich); † 2. August 1887 in Schaffhausen) war ein Schweizer Unternehmer.

## Leben
Georg Fischer wurde als Sohn des Unternehmers Georg Fischer in Hainfeld geboren. Fischer wuchs zum grossen Teil bei seinem Grossvater Johann Conrad Fischer in Schaffhausen auf und besuchte hier die Schulen. Er studierte wie sein Vater am Polytechnikum Wien. Im Jahr 1856 übernahm er vertretungsweise die von seinem Grossvater 1802 gegründeten Fischer’schen Stahlwerke und baute sie sukzessive vom Handwerks- zum Grossbetrieb aus: Von fünf Beschäftigten 1856 stieg die Mitarbeiterzahl bis 1887 auf 180. 1860 fand das Unternehmen lobende Erwähnung im Polytechnischen Journal. Als angestellter Direktor ab 1862 und Eigentümer zwei Jahre später führte er mit dem Temperguss (1860) und den Fittings (1864) in Schaffhausen zwei erfolgversprechende Neuerungen ein, mit dem Temperguss (seit 1827) und dem Stahlformguss (1845) hatte das Familienunternehmen bereits aus den niederösterreichischen Werken Erfahrung. Er war Mitgründer der Schaffhauser Handelsbank und der Bindfadenfabrik in Flurlingen und war an der Spinnerei Luisenthal beteiligt.
Georg Fischer heiratete 1863 Emma Pfister, Tochter des Carl Friedrich, Kaufmanns in Schaffhausen. Er verstarb im Alter von 52 Jahren in Schaffhausen und vererbte das Unternehmen an seinen Sohn Georg.